# Monetaria caputserpentis
Cyprée, Porcelaine à tête de serpent
Espèce
Synonymes
- Cypraea caputserpentis Linnaeus, 1758

Monetaria caputserpentis (en langue vernaculaire : Cyprée ou Porcelaine à tête de serpent) est une espèce de gastéropodes de la famille des Cypraeidae. C'est un des coquillages les plus communs de l'océan Indo-Pacifique.

## Description
C'est une petite porcelaine (de 2 à 4 cm) à la coquille sombre et bombée. Les côtés de celle-ci (parfois un peu aplatis) sont d'un brun très foncé (presque noir), alors que le sommet est légèrement plus clair et constellé de petite points blancs. Les pointes antérieure et postérieure de la coquille portent également des marques pâles. Le manteau est fin, sombre avec de grosses papilles blanches plus ou moins ramifiées.

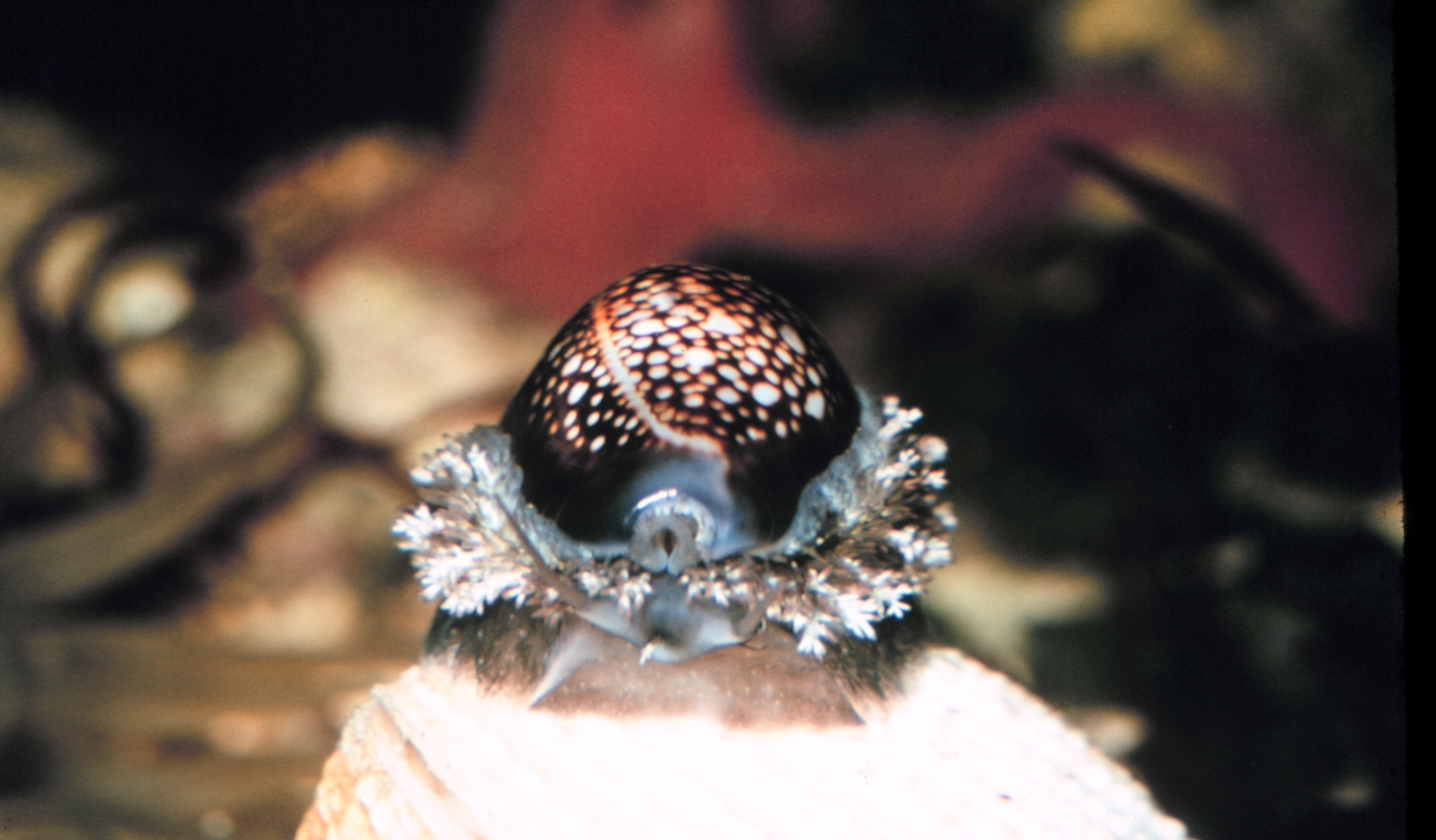
Spécimen vivant au manteau partiellement déployé.
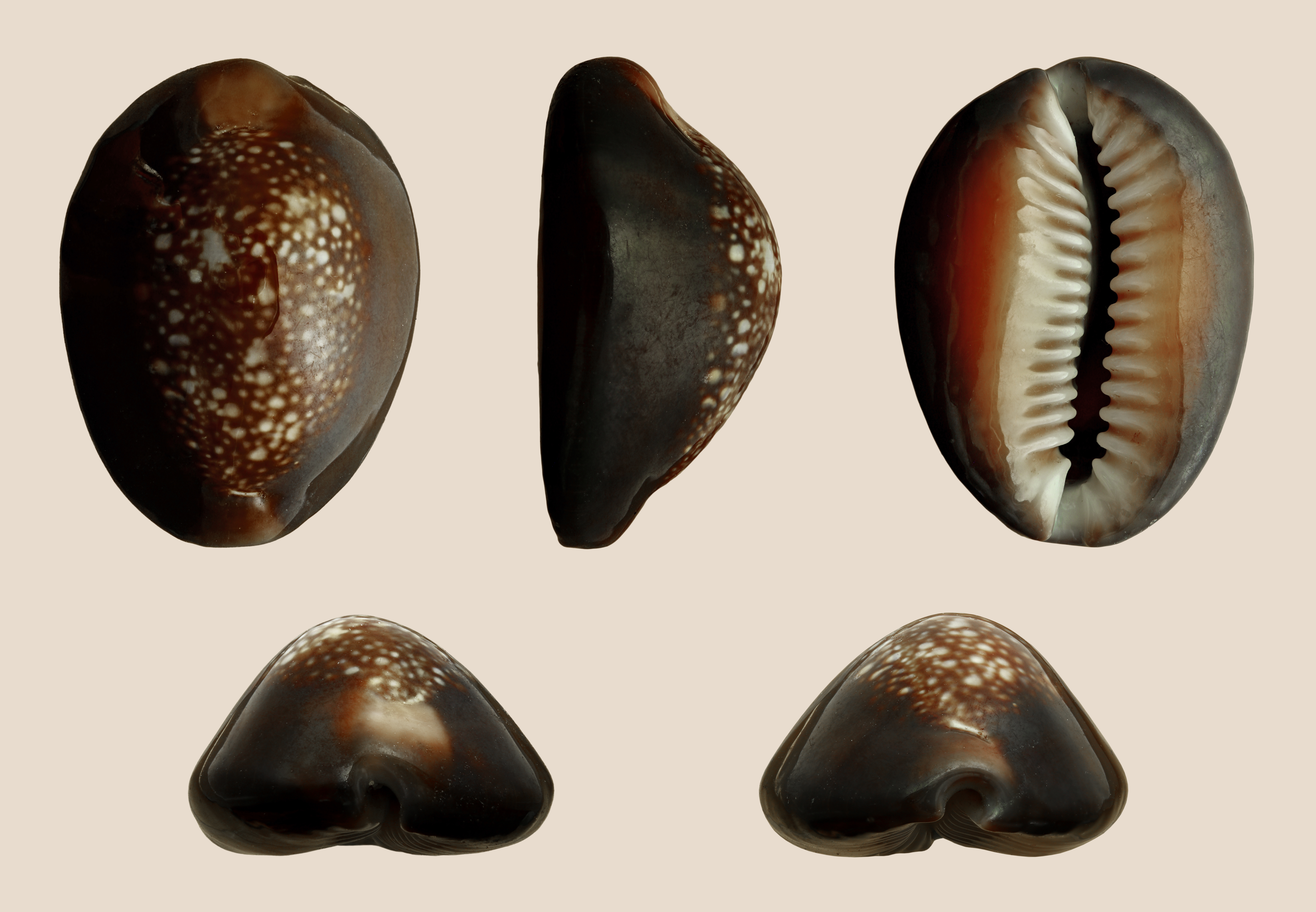
Coquille.
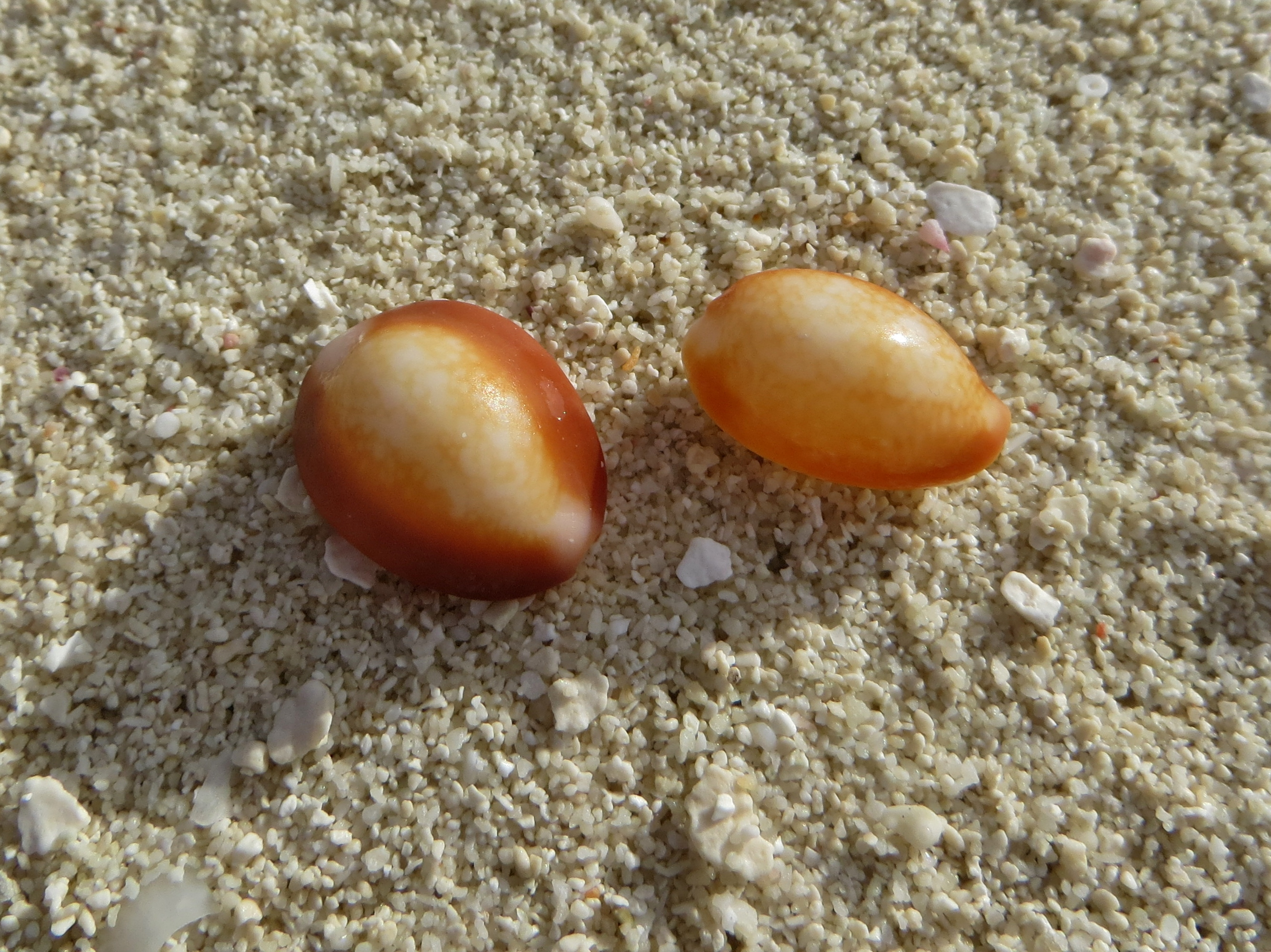
Coquilles délavées dans une laisse de mer aux Maldives.

## Répartition
Cette espèce se rencontre de l'Afrique orientale au Pacifique central jusqu'aux îles Hawaï.

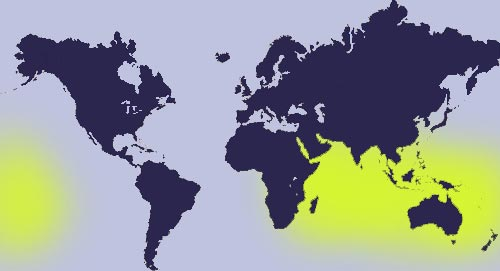
Carte de répartition de l'espèce.

## Sous-espèces
Selon World Register of Marine Species (8 janvier 2015) :
- sous-espèce Monetaria caputserpentis caputophidii (Schilder, 1927) -- Océan Indien et Pacifique Ouest
- sous-espèce Monetaria caputserpentis caputserpentis (Linnaeus, 1758) -- Pacifique central (Marquises, Hawaii...)